# Silverjet
Silverjet war eine britische Fluggesellschaft, die ausschließlich Business Class-Flüge anbot.

## Geschichte
Bereits 2004 wurde Silverjet von Lawrene Hurt gegründet, der daraufhin die Geschäftsleitung übernahm und diese Position bis zur Insolvenz im Frühjahr 2008 bekleidete. Zunächst wurde am AIM das notwendige Kapital beschafft, bevor 2006 der offizielle Start der Unternehmung vollzogen werden konnte.
Im selben Jahr übernahm Silverjet die britische Chartergesellschaft Flyjet und verfügte somit über das notwendige Luftverkehrsbetreiberzeugnis sowie die Betriebslizenz, entsprechende Streckenrechte sowie zwei Boeing 757-200, die später ausgeflottet wurden, und eine Boeing 767-200.
Im Herbst 2006 wurden zunächst zwei Boeing 767-200 von der britischen Chartergesellschaft Thomsonfly beschafft, die im März bzw. Oktober des darauffolgenden Jahres übernommen und nach der Ausrüstung der Kabine mit adäquaten Sitzen sowie der Lackierung der Rümpfe in Betrieb genommen wurden.
Am 25. Januar 2007 startete Silverjet den planmäßigen Linienverkehr zwischen dem Londoner Flughafen Luton und dem New Yorker John F. Kennedy International Airport mit zunächst einer täglichen Verbindung. Bereits im September wurde eine zweite tägliche Verbindung aufgenommen. Im November schließlich wurde Dubai in den Flugplan aufgenommen.
Das Unternehmen stellte am 30. Mai 2008 den Flugbetrieb ein, suchte zwischenzeitlich jedoch nach neuen Investoren.
Am aussichtsreichsten verliefen die Gespräche mit einer Schweizer Beteiligungsgesellschaft. Die Verhandlungen scheiterten jedoch und das Unternehmen wurde liquidiert.

## Flugziele
Silverjet flog dreizehnmal wöchentlich nach New York sowie täglich nach Dubai. Silverjet betrieb an ihrem Londoner Heimatflughafen ein eigenes Terminal zur Abfertigung ihrer Passagiere. Am Dubai International Airport wurde das Al Majlis VIP-Terminal genutzt.

## Flotte
Mit Stand April 2007 bestand die Flotte der Silverjet aus drei Boeing 767-200.